# Comté de Charles
Le comté de Charles (anglais : Charles County) est un comté situé dans le sud de l'État du Maryland aux États-Unis. Le siège du comté est à La Plata. Selon le recensement de 2020, sa population est de 166 617 habitants.

## Géographie
Le comté a une superficie de 1 666 km2, dont 1 194 km2 de terres.

### Comtés adjacents
- Comté du Prince George (nord)
- Comté de Fairfax, Virginie (nord-ouest)
- Comté de Calvert (est)
- Comté de Stafford, Virginie (ouest)
- Comté de Prince William, Virginie (ouest)
- Comté de Saint Mary (sud-est)
- Comté de Westmoreland, Virginie (sud-est)
- Comté de King George, Virginie (sud)

## Démographie
De 1790 à 1910, la majorité de la population du comté est afro-américaine. Cela s'explique par la présence de nombreux esclaves, puis leurs descendants, travaillant dans les champs de tabac de la région. La population afro-américaine connait par la suite un exode, particulièrement marqué dans les années 1970. La tendance s'inverse dans les années 2000 lorsque de nombreux Afro-Américains de la classe moyenne quittent le comté voisin du Prince George pour s'installer dans celui de Charles, attirés par des loyers plus accessibles et de meilleures écoles,.
Entre le recensement de 2000 et celui de 2010, la part des Blancs passe ainsi de 67,3 % de la population à seulement 48,4 %. Sur la même période, la population du comté augmente de 21,6 %,. Autrefois rural, le comté confirme son statut de banlieue de Washington, et se démarque comme l'un des comtés les plus dynamiques démographiquement du Maryland.

## Patrimoine
Dans la partie du Potomac coulant dans le comté, on y trouve la Mallows Bay, où se trouve ce qui est considéré comme la « plus grande flotte d'épaves de navires de l'hémisphère ouest »,.